# 库莱斯堡
库莱斯堡（希腊语：Κούλες），意大利人称之为“沿海堡垒”（意大利语：Castello a Mare）是希腊克里特岛伊拉克利翁的一座堡垒，位于旧港口入口处。它是由威尼斯共和国在16世纪初建造，今天仍然保存完好，对公众开放。

## 历史
库莱斯堡的所在地可能最早由阿拉伯人在9或10世纪建造了防御工事。到拜占庭帝国时期，建造了Castellum Comunis塔楼。1303年，塔楼在地震中被摧毁，但被修复。
1462年，威尼斯共和国开始建造新的防御工事。拜占庭塔楼在1523年拆除，兴建库莱斯堡。装满石头的旧船沉没形成防波堤，增加堡垒平台的面积。堡垒于1540年完成。。
库莱斯堡曾经受了长达21年的围城战，最终在1669年与伊拉克利翁城墙同时落入奥斯曼帝国之手。